# کمیته مشترک توزیع آمریکایی یهودی
کمیته مشترک پخش آمریکایی-یهودی (انگلیسِی:American Jewish Joint Distribution Committee) که به‌طور اختصار JDC نامیده می‌شود یک سازمان بین‌المللی یهودی است که در نیویورک واقع شده‌است. این سازمان در سال ۱۹۱۴ میلادی تأسیس شد و در بیشتر از ۷۰ کشور فعال است. این سازمان به یهودیان نیازمند در سراسر دنیا کمک مالی و اجتماعی می‌کند. همچنین این سازمان در زمان حوادث به گروههای غیریهودی نیز کمک می‌کند.

## برنامه‌ها
در زمان شوروی کمونیست این سازمان به یهودیان فقیر اروپای شرقی کمکهای زیادی می‌کرد. همچنین این سازمان به یهودیان آمریکای جنوبی، آفریقا و آسیا کمکهای بیشماری کرده است. در اسرائیل نیز این سازمان به کودکان و جوانان و سالمندان یهودی کمک می‌کند. این سازمان بر اساس جمله معروف یهودی "تیکون اولم" که به وظیفه یهودیان برای درست کردن دنیا اشاره دارد به بازماندگان بسیاری حوادث طبیعی نظیر سونامی آسیا در سال ۲۰۰۴، گردباد میانمار در سال ۲۰۰۸ و کشتار دارفور کمک کرده است.
- در زمان جنگ جهانی اول این سازمان به یهودیان فقیر اروپای شرقی و فلسطین کمک مالی نمود.
- در زمان روی کار آمدن هیتلر این سازمان کمک کرد که یهودیان آلمان از این کشور خارج شوند.
- بعد از تشکیل کشور اسرائیل این سازمان به یهودیان مهاجر کمک کرد که با زندگی جدید وفق یابند.
- این سازمان در عملیات سلیمان که به وسیله آن یهودیان اتیوپی به اسرائیل در کمتر از ۳۶ ساعت منتقل شدند نقش مهمی داشت.
- این سازمان در کشورهایی نظیر گرینلند کنیسه ایجاد کرده است.

سازمان هدفهای خود را در چهار محور بیان می‌کند:
- نجات یهودیان در خطر
- کمک به یهودیان فقیر
- بازسازی زندگی یهودی
- اسرائیل. سازمان در همکاری با دولت اسرائیل به کودکان، سالمندان و نیازمندان اسرائیلی کمک می‌کند.

## تاریخچه
اولین فعالیتهای سازمان در زمان مهاجرت یهودیان عثمانی به سرزمین فلسطین در حدود سال ۱۹۱۴ میلادی آغاز شد. یهودیان مهاجر اروپایی به دلیل فقیر بودن نیازمند منابع مالی خارجی بودند تا بتوانند زنده بمانند. در زمان جنگ جهانی اول این منابع قطع شدند و خطر این یهودیان را تهدید می‌کرد. سفیر آمریکا هنری مورگنتائو به یکی از بانکداران یهودی نیویورک به نام جاکوب شیف نامه نوشت و از او درخواست کمک کرد. کمک مالی زیادی از آمریکا به این منطقه رسید و اولین فعالیتهای سازمان شکل گرفت. بعد از جنگ جهانی اول سازمان کمک زیادی به یهودیان شوروی برای مهاجرت به مناطق دیگر کرد. در زمان جنگ جهانی دوم این سازمان به یهودیان آلمان کمک کرد که مهاجرت کنند. همچنین این سازمان در کمک به اولین مهاجران یهودی در سرزمین اسرائیل نقش زیادی داشت.

## در ایران
این سازمان از بعد از سال ۱۹۵۰ در ایران فعال بود و به تأسیس انجمن کلیمیان در شیراز کمک کرد. در تعدادی از متون فارسی از این سازمان به صورت «آمریکن جوینت» نام می‌برند.